# 養老牛温泉

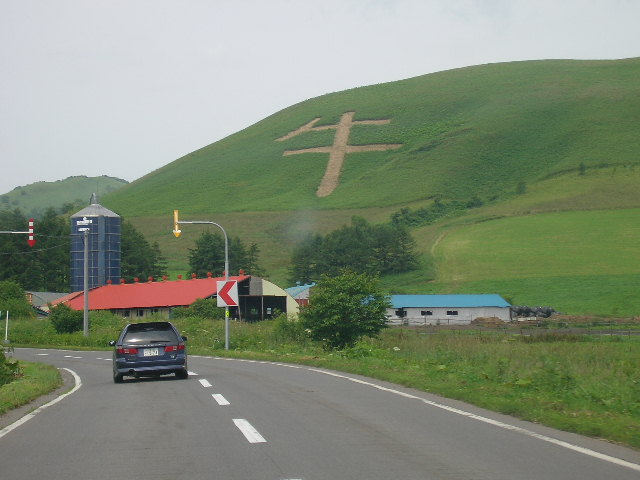
夏の養老牛地区

養老牛温泉（ようろううしおんせん）は、北海道標津郡中標津町にある温泉。渓流沿いに立地しており、川の流れを聞きながら入る露天風呂を設けている。

## 泉質
- ナトリウム・カルシウム-塩化物硫酸塩泉（旧泉質名：含石膏-食塩泉）
- 湯量が多く高温（源泉は80℃以上）のため、掛け流しにしている。

## 地名
アイヌ語の「エ・オㇿ・ウㇱ」（頭＝山鼻がいつも水についているもの）、または「イ・オㇿ・ウㇱ」（それをいつも水に漬けているもの）が由来とされている。
現在の正式な地名は「ようろううし」だが、地元周辺の人は「ようろうし」「よろうし」等、短縮して呼ぶこともある。

## 温泉地
旅館は湯宿だいいち（開業1972年）1軒のみ存在する。

## 歴史
発見は1600年代とされ、表温泉と裏温泉の2か所の泉源が知られており、アイヌの人々が利用していた。1874年（明治7年）9月にアメリカ人地質学者ヘント・ライマンがパウシベツ温泉（現在の裏温泉）と標津温泉（現在の表温泉）の温度、成分、泉源数や状態について調査。
1916年（大正5年）には西村武重がアイヌの族長の話を聞いて探索し、裏温泉にたどり着いて2人の老人と出会い、その一人である大川老人に勧められて翌日に表温泉にたどり着いた。西村は許可申請のために湧出する湯を持ち帰るのに苦労し、1921年（大正10年）にようやく温泉使用の許可を受けて温泉旅館「養老園」を開業した。
昭和に入り、標津原野が開拓されるに従い、湯治客が増加。1929年（昭和4年）に根室町の坂本与平が「第一旅館」、翌1930年（昭和5年）に小山卯作が「小山旅館」（後のホテル養老牛）、1931年（昭和6年）に裏温泉に堀口温泉旅館が開業した。その後、坂本与平は大一旅館を譲り坂本旅館を開業した。しかし、戦争激化により、1942年（昭和17年）には西村・坂本・堀口の各旅館が廃業した。
第二次世界大戦が終わり1957年（昭和32年）に藤村敏一が「花山荘」を開業。1965年（昭和40年）11月には「養老牛青年の家」が設立された（1985年7月廃止）。時を前後して藤林てるが藤屋旅館（後の旅館藤や）を開業。1972年（昭和47年）には長谷川松美が、「第一旅館」を「大一旅館」（現・湯宿だいいち）と改めて開業した。
しかし、2003年（平成15年）に花山荘が閉館。養老牛温泉にはホテル養老牛・旅館藤や・湯宿だいいちの3つの宿があったが、2014年（平成26年）旅館藤やが廃業し、2019年（令和元年）6月でホテル養老牛が廃業。現在、宿泊施設は湯宿だいいちの1軒のみとなっている。

## アクセス
- 鉄道：釧網本線標茶駅より阿寒バスで約60分。その後計根別にて養老牛行きの中標津町営バスに乗り継いで約15分。

## からまつの湯

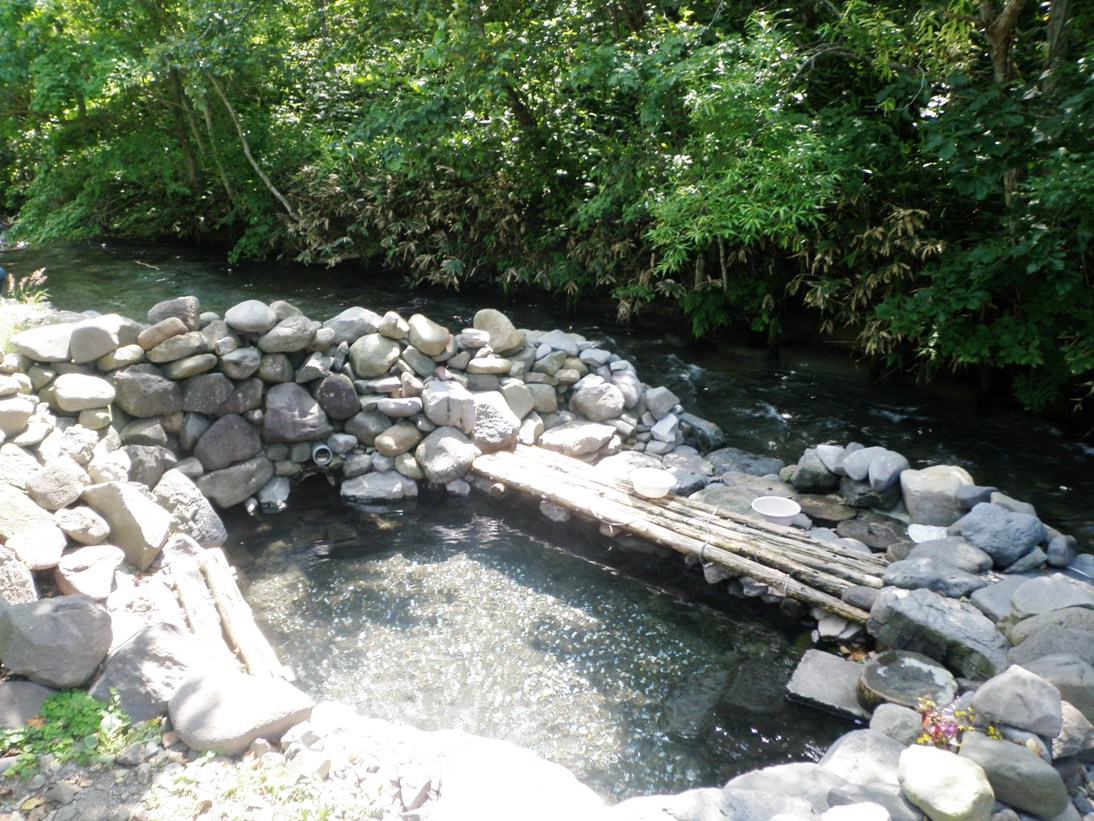
からまつの湯

湯宿だいいちから山側に入ったところに露天風呂「からまつの湯」が開かれていた。「からまつの湯」は国有林内にある設置者や管理者が不明の野湯（のゆ）で、土地所有者の国も設置を認めていた施設ではない。昭和50年代に撤去された営林作業者向けの宿舎の跡地に、後に地域の人らが石を積むなどして整備したとされている。2021年11月、利用客が誤って湯船に転落して火傷を負いその後死亡する事故が発生したため、国有林を管理する北海道森林管理局根釧東部森林管理署は立入禁止としており施設の閉鎖も検討している。